# Streptocarpus solenanthus
Streptocarpus solenanthus är en tvåhjärtbladig växtart som beskrevs av Rudolf Mansfeld. Streptocarpus solenanthus ingår i släktet Streptocarpus och familjen Gesneriaceae. Inga underarter finns listade i Catalogue of Life.